# بيني إيدنز
بيني إيدنز (بالإنجليزية: Bennie Edens)‏ هو مدير فني أمريكي، ولد في 7 ديسمبر 1925 في سان دييغو في الولايات المتحدة، وتوفي في 8 فبراير 2008.